# Kenneth Colin Irving
Kenneth Colin (K.C.) Irving, OC, ONB (* 14. März 1899, Bouctouche (Neubraunschweig); † 13. Dezember 1992 in Saint John (New Brunswick)) war mit dem Mischkonzern J. D. Irving einer der führenden Unternehmer der Atlantikprovinzen Kanadas. Er zählt zu den Industriemagnaten des 20. Jahrhunderts.

## Leben
Er wurde in Bouctouche geboren, einer Kleinstadt, die vom Sägewerk seines Vaters dominiert wurde. Bereits in seiner Jugendzeit galt K.C. Irving als brutaler Einschüchterer. Seine ersten unternehmerischen Tätigkeiten begannen früh, wurden jedoch vom Ersten Weltkrieg überschattet. Zusammen mit einigen Freunden wollte er sich zum Kriegsdienst melden, was jedoch sein Vater untersagte. Stattdessen meldete dieser ihn für den Besuch der Acadia Universität in Wolfville, Neuschottland an. Irving verließ jedoch die Universität noch vor seinem Abschluss und zog bis nach British Columbia, bevor er nach Bouctouche zurückkehrte. Seinem zweiten Versuch, sich zum Kriegsdienst zu melden, konnte sein Vater nichts mehr entgegensetzen, und so trat er der Royal Canadian Air Force als Kampfpilot bei.
Als junger Mann verkaufte Irving Ford-Automobile in Kent County und gründete 1924 Irving Oil während der Anfänge des Automobilzeitalters, bevor er nach Saint John in Neubraunschweig übersiedelte. Irving Oil begann mit einem kleinen Netz von ländlichen Tankstellen und wuchs zum größten Treibstoffhändler in den Atlantikprovinzen, Ost-Quebec und Nord-Neuengland an, mit einigen tausend Tankstellen und Läden, der größten Erdölraffinerie Kanadas, einer Flotte von Tankern und einem Netz von Treibstofflagern.
Irving Oil finanzierte die meisten anderen Geschäfte Irvings. Einige Jahre nach der Gründung von Irving Oil übernahm er 1933, nach dem Tod seines Vaters, auch dessen Sägewerk in Bouctouche, J.D. Irving Limited (JDI), das er dann erweiterte. 1938 erwarb er Canada Veneers, womit ihm der Einstieg in die Kriegswirtschaft mit Furnieren gelang. Schließlich erwarb er die Neubraunschweiger Eisenbahngesellschaft, deren enorme Ländereien er seinem Unternehmen zuführte. Mit der 1951 gegründeten Irving Pulp and Paper Ltd monopolisierte er die entsprechenden Industrien der Provinz. 1971 verließ er die Provinz und siedelte nach Bermuda über. 1987 wurde ein Theater im John Flemming Forestry Centre in Fredericton nach ihm benannt.
Seit langem ist JDI der größte Landbesitzer in Neubraunschweig, Neuschottland und Maine. Seine Wälder speisen den Bedarf mehrerer Zellstoff- und Papierfabriken sowie Sägewerke, die wiederum die konzerneigenen Zeitungen, Taschentuch- und Windelfabriken bis weit nach Ontario sowie in den amerikanischen Bundesstaaten Maine und New York versorgen. Zudem hält die Familie eine Monopolstellung bei den Zeitungen in der Provinz Neubraunschweig.
Während des Zweiten Weltkriegs und der Nachkriegszeit expandierte Irving und kaufte Schiffswerften, gründete Baufirmen, nahrungsmittelverarbeitende Betriebe, Radio- und TV-Stationen, Heimwerkerläden und Transportunternehmen – alles, was vertikal in das Imperium integriert werden konnte. Das bedeutet, dass jede einzelne von Irvings Firmen die Produkte und Dienstleistungen von anderen Unternehmen Irvings erwarb, und so die Gewinne im Konglomerat verblieben. Die Legalität eines derartigen Ausbaus privater Macht über eine komplette Provinz und damit eine Abkehr von demokratischen Regeln des Gemeinwesens war gelegentlich Thema der kanadischen Bundesregierung. Ermittlungen vor Ort, auch zur ökologischen Problematik der Firmenkonstruktion, verliefen jedoch stets im Sande.
Irving war verheiratet und hatte drei Söhne James, Arthur und John.